# Arquebisbat de Fortaleza
L'arquebisbat de Fortaleza (portuguès: Arquidiocese de Fortaleza; llatí: Archidioecesis Fortalexiensis) és una seu metropolitana de l'Església catòlica al Brasil que pertany a la Regió eclesiàstica Sul 1. El 2016 tenia 2.696.000 batejats sobre 3.812.000 habitants. Actualment està regida per l'arquebisbe José Antônio Aparecido Tosi Marques.
Va ser creada com a diòcesi de Ceará el 6 de juny de 1854 amb la bula Pro animarum salute pel Papa Pius IX i va ser elevada a Arxidiòcesi el 10 de novembre de 1915 pel papa Benet XV. Originalment era sufragània de l'arxidiòcesi de San Salvador de Bahia.

## Estadístiques
A finals del 2016, la diòcesi tenia 1.696.000 batejats sobre una població de 3.812.000 persones, equivalent al 70,7% del total.

## Cronologia episcopal
- Luis Antônio dos Santos † (1860 - 1881)

- Joaquim José Vieira † (1883 - 1912)

- Manuel da Silva Gomes † (1912 - 1941)

- Antônio de Almeida Lustosa, S.D.B. † (1941 - 1963)

- José de Medeiros Delgado † (1963 - 1973)

- Aloísio Leo Arlindo Lorscheider, Família franciscana† (1973 - 1995)

- Cláudio Hummes, O.F.M. (1996 - 1998)

- José Antônio Aparecido Tosi Marques, 13 de gener 1999